# فلورنسا إم. هاولي
فلورنسا إم. هاولي (بالإنجليزية: Florence Hawley)‏ هي أستاذة جامعية وعالمة الإنسان أمريكية، ولدت في 17 سبتمبر 1906 في Cananea ‏ في المكسيك، وتوفيت في 6 أبريل 1991 في ألباكركي في الولايات المتحدة.